# 七美乡 (道孚县)
七美乡，是中华人民共和国四川省甘孜藏族自治州道孚县下辖的一个乡镇级行政单位。

## 行政区划
七美乡下辖以下地区：
曲龙科村、五重科村和白日村。